# BNP Paribas Fortis
Die BNP Paribas Fortis SA ist aus der Fortis Bank Belgium SA hervorgegangen. Seit Mitte Mai 2009 gehört sie zu 75 Prozent zur französischen Großbank BNP Paribas und zu 25 Prozent dem belgischen Staat (Staatsholding SFPI/FPIM).
Die belgische Bank hatte irgendwann über 37.000 Beschäftigte, davon über 18.000 Beschäftigte in Belgien
Die Bank hat ihren Sitz in Brüssel/Belgien.

## Entwicklung
Im Rahmen der Finanzkrise ist die Fortis Holding ab Mitte September 2008 in eine massive Finanzkrise geraten. Der belgische Staat hat am 29. September 2008 für 4,7 Milliarden Euro einen Anteil von 49,9 Prozent an der Fortis Bank Belgium SA übernommen. Darüber hinaus hat der belgische Staat vom 6. bis 10. Oktober 2008 für weitere 4,7 Milliarden Euro weitere 50 Prozent plus 1 Aktie an der Fortis Bank übernommen. Ein Anteil von 99,93 Prozent der Fortis Bank wird durch den belgischen Staat über die SFPI/FPIM (Société Fédérale de Participations et d’Investissement/Federale Participatie- en Investeringsmaatschappij SA/NV) gehalten.

## Strukturdaten
Die Fortis Bank Belgium hat über 37.000 Beschäftigte, davon über 18.000 Beschäftigte in Belgien.

## Unternehmensbereiche
Im Privatkundenbereich firmierte die Fortis Bank Belgium auch als Fintro.
Fortis Merchant Banking war der weltweit tätige Bereich der Fortis Bank. Merchant Banking bot Finanzdienstleistungen für große Unternehmen und Institutionen.
Fortis Investment Management SA umfasste die Investmentsparte und das Asset Management. Es gehört zur Fortis Bank Belgium SA.
Fortis Commercial Banking und Fortis Lease Group Services SA gehören ebenfalls zur Fortis Bank Belgium.
Fortis Lease Group
Die Fortis Lease Group SA ist ein internationales Leasingunternehmen in Brüssel/Belgien. Fortis Lease Group CEO ist Claude Crepin. Fortis Lease Group gehört zur Fortis Bank Belgium SA.
Fortis Lease geht zurück auf die 1962 gegründete Eurolease. Im Jahre 2000 wurden Eurolease, ACE Leasing und ES Finance zur Fortis Lease Belgium. Im Jahre 2000 wurden FMN Lease und Generale Bank Lease zur Fortis Lease Netherlands. Nach dem Jahre 2000 folgenden zahlreiche Übernahmen und Gründungen in zahlreichen europäischen Staaten (Frankreich, Deutschland, Großbritannien, Spanien, Portugal, Polen, Tschechien, Rumänien, Türkei etc.). Fortis Lease ist in 22 Ländern aktiv.

## Aktivitäten in Deutschland
Über die 1998/99 übernommene belgische Generale Bank mit Geschäftssitz in Köln, ist Fortis seit 1920 in Deutschland aktiv. Nach der Übernahme der Von Essen GmbH & Co. KG Bankgesellschaft wurde seit Juni 2006 das Konzept von „Credit-Shops“ unter der Marke Credit4me umgesetzt.
 Die übrigen Fortis Betriebsanteile (Fortis Bank, Fortis Investments und Von Essen Bank) wurden vorläufig vom belgischen Staat übernommen und einstweilen weiter betrieben.

## Übernahme durch BNP Paribas
Am 6. Oktober 2008 kündigte die französische Bank BNP Paribas an, für 14,7 Mrd. Euro 75 bzw. 67 Prozent der belgischen bzw. luxemburgischen Fortis übernehmen zu wollen. Belgien und Luxemburg behalten somit jeweils die Sperrminorität an den belgischen bzw. luxemburgischen Teilen der Bank. BNP Paribas begleicht 9 Mrd. Euro des Kaufpreises durch die Ausgabe neuer Aktien. Belgien und Luxemburg werden somit zu 11,6 bzw. 1,1 Prozent Anteilseigner an der BNP Paribas. Der luxemburgische Bankzweig verbindet seinen 2005 aufgegebenen Namen BGL (Banque Générale du Luxembourg) mit jenem von BNP Paribas. Das Versicherungsgeschäft von Fortis wird zu 100 % von BNP Paribas übernommen.
BNP Paribas soll nur noch 75 Prozent der Bankaktivitäten und 10 Prozent der Versicherungsaktivitäten des belgischen Fortis Zweiges übernehmen. Nachdem zahlreiche Fortis-Kleinaktionäre mit diesem Rettungsplan nicht einverstanden waren, zogen sie vor ein belgisches Gericht. Dieses Gericht urteilte im Dezember 2008, dass sämtliche Transaktionen bis zu einer ordentlichen Abstimmung der Aktionäre ausgesetzt werden müssen. Diese Entscheidung hatte, wie der belgische Kassationshof in einem Bericht feststellte, die Regierung zu verhindern versucht. Aufgrund des Vorwurfes der Einflussnahme auf das Gericht musste der Ministerpräsident Yves Leterme am 22. Dezember 2008 zurücktreten.
Eine Entscheidung stand auf der Hauptversammlung am 11. Februar 2009 an.
Auf der Hauptversammlung am 11. Februar 2009 stimmte eine knappe Mehrheit von 50,3 Prozent der Aktionäre gegen eine Aufspaltung der Fortis Holding und gegen einen Teilverkauf an den belgischen Staat. Damit war auch ein Weiterverkauf der belgischen Fortis-Bank an die BNP Paribas gescheitert.
In Belgien forderten Aktionärsvertreter nun neue Verhandlungen zwischen dem belgischen Staat und BNP Paribas. Sie hofften auf bessere Konditionen für einen Verkauf.
Patrick Wautelet, Rechtsprofessor an der Universität Lüttich, befürchtete, dass eine Verstaatlichung von Fortis Schadenersatzansprüche durch den chinesischen Investors Ping An auslösen könnte (Ping An besitzt 4,81 Prozent). Dies wäre gemäß dem zwischen China und der Union économique belgo-luxembourgeoise abgeschlossenen Investitionsschutzabkommen.
Die belgische Regierung und die BNP Paribas einigten sich am 7. März 2009 auf einen neuen Übernahmeplan. Dabei sollten 75 Prozent der belgischen Bank übernommen werden. Die restlichen 25 Prozent der Bank bleiben beim belgischen Staat. Die BNP will 10,3 Milliarden Euro zahlen, jedoch überwiegend in Aktien. Der belgische Staat sollte 11,6 Prozent der BNP Anteile bekommen.
Die Fortis Bank Belgien sollte einen 25-Prozent-Anteil an der Versicherung Fortis Insurance Belgium erwerben. Die Finanzierung der 1,375 Milliarden Euro sollte durch die BNP Paribas garantiert werden. Die BNP Paribas würde auch die Einlagen der Fortis Bank von 580 Milliarden Euro übernehmen. Bei der 1. Hauptversammlung am 28. April 2009 in Gent stimmten 73 Prozent der Aktionäre für eine Übernahme durch die BNP Paribas. Dabei waren 26,15 Prozent des Kapitals vertreten. Bei der 2. Hauptversammlung am 29. April 2009 in Utrecht stimmten 78 Prozent der Aktionäre für eine Übernahme durch die BNP Paribas.
Der Rechtsanwalt Mischaël Modrikamen erklärte am 12. Mai 2009, er habe im Namen zahlreicher Aktionäre, eine 25 Seiten lange Beschwerdeschrift gegen die Übernahme der Fortis Bank durch BNP Paribas bei der EU-Kommission eingereicht. 
Ein Anteil von 75 Prozent an der Fortis Bank der belgischen Staatsholding SFPI/FPIM wurde am 12. Mai 2009 an die französische Großbank BNP Paribas übertragen. Ein Restanteil von 25 Prozent verbleibt bei der belgischen Staatsholding SFPI/FPIM. Die Fortis Bank Belgium SA wurde am 15. Mai 2009 umbenannt in BNP Paribas Fortis.